# Sakawa (Kōchi)
Sakawa (佐川町 Sakawa-chō?) es un pueblo localizado en la prefectura de Kōchi, Japón. En junio de 2019 tenía una población estimada de 12.442 habitantes y una densidad de población de 123 personas por km². Su área total es de 100,80 km².

## Geografía

### Localidades circundantes
- Prefectura de Kōchi
  - Hidaka
  - Ochi
  - Susaki
  - Tosa
  - Tsuno

## Demografía
Según los datos del censo japonés, esta es la población de Sakawa en los últimos años.
| 1995   | 2000   | 2005   | 2010   | 2015   |
| ------ | ------ | ------ | ------ | ------ |
| 15.148 | 14.777 | 14.447 | 13.951 | 13.114 |